# Nadisepa iarbas
Nadisepa iarbas är en fjärilsart som beskrevs av Fabricius 1787. Nadisepa iarbas ingår i släktet Nadisepa och familjen juvelvingar. Inga underarter finns listade i Catalogue of Life.